# Виклоу
Виклоу (енгл. Wicklow, ир. Cill Mhantáin) је град у Републици Ирској, у источном делу државе. Град је у саставу истоименог округа округа Виклоу и представља његово седиште.

## Географија
Град Виклоу се налази у источном делу ирског острва и Републике Ирске и припада покрајини Ленстер. Град је удаљен 55 километара јужно од Даблина. 
Виклоу је смештен у приобалном подручју источне Ирске. Град се пружа дуж западне обале Ирског мора, а градско подручје брдовито. Надморска висина средишњег дела града је око 15 метара.
Клима: Клима у Виклоуу је умерено континентална са изразитим утицајем Атлантика и Голфске струје. Стога град одликује блага и веома променљива клима.

## Историја
Подручје Виклоуа било насељено већ у време праисторије. По подацима прво насеље на месту данашњег града основали су Викинзи 795. године. Дато подручје је освојено од стране енглеских Нормана у крајем 12. века. Одмах је почела изградња утврђења овом, стратешки важном месту.
Током 16. и 17. века Виклоу је учествовао у бурним временима око борби за власт над Енглеском. Ово је оштетило градску привреду. Међутим, прави суноврат привреде града десио се средином 19. века у време ирске глади.
Виклоу је од 1921. године у саставу Републике Ирске. Опоравак града започео је тек последњих деценија, када је град поново забележио нагли развој и раст. Данас Виклоу може сагледавати и као далеко предграђе Даблина.

## Становништво
Према последњим проценама из 2011. године. Виклоу је имао око 7 хиљада становника у граду и нешо преко 10 хиљада у широј градској зони. Последњих година број становника у граду се нагло повећава.

## Привреда
Виклоу је био и остао трговачко, лучко и управно средиште. Последњих година лучне делатности поново добијају на значају.

## Галерија
- Главна улица Виклоуа
- Средишњи градски трг са спомеником
- Градска кућа Виклоуа
- Градска лука